# Union sportive des clubs du Cortenais
L'Union sportive des clubs du Cortenais, anche detto USC Corte, è una società calcistica francese fondata nel 1908 a Corte, in Corsica. Oggi milita in sesta divisione nazionale francese e disputa le partite casalinghe nello Stadio Santos Manfredi.